# Pierre Trudel (anthropologue)
Pour les articles homonymes, voir Pierre Trudel et Trudel.
Pierre Trudel (1951 - ) est un professeur d'anthropologie québécois. Il a enseigné au Cégep du Vieux Montréal et il est maintenant chargé de cours au département de science politique de l'Université du Québec à Montréal.
Il collabore depuis plus de 25 ans à la revue Recherches amérindiennes au Québec et est présentement président du conseil d'administration de la société qui édite la revue scientifique. Il a publié plusieurs articles sur la question des Autochtones. Depuis la crise d'Oka en 1990, il intervient régulièrement dans les médias comme expert et commente l'actualité politique.
Les écrits de Pierre Trudel contribuent à faire avancer la connaissance sur les peuples autochtones, plus particulièrement au Québec. Entre autres, ses textes portent sur la tradition orale des Cris, sur la question des préjugés et de la perception de l’Autre, sur la situation politique et les enjeux contemporains. Il s’est particulièrement intéressé à la crise d’Oka.

## Recherche
- Chercheur associé à la Chaire de recherche du Canada en études québécoises et canadiennes de l’Université du Québec à Montréal

- Recherche sur l’éducation traditionnelle pour le Conseil en éducation des Premières Nations.

- Recherche sur la conception des droits ancestraux pour le Centre de recherche en droit public de l’Université de Montréal, à Kawawachikamach dans le nord du Québec. Il s’est agi de réaliser une vingtaine d’entrevues auprès de la population naskapie.

- Recherche pour le Conseil de presse du Québec sur la couverture médiatique et les Autochtones. Cette recherche a été présentée lors d’un colloque du Conseil de Presse le 17 octobre 2003 à Québec.

- Consultant pour la Commission royale sur les peuples autochtones. Analyste dans le cadre de la rédaction d'un document (non publié) sur les rapports entre les Québécois et les Mohawks à la suite de la crise d’Oka.

- Recherche pour la firme Archéotec sur l'impact du projet hydroélectrique Grande Baleine dans les collectivités de Kuujjuarapik, d'Umiujaq, d'Inukjuak, de Whapmagoostui et de Chisasibi dans le nord du Québec. Il s'est agi principalement d'effectuer environ cinquante entrevues auprès d'Inuits et de Cris. Le rapport illustre sur des cartes géographiques l'exploitation de la faune, présente une analyse des répercussions du complexe hydroélectrique et traite de la perception qu'ont les Autochtones de ces répercussions.

## Colloques
- Coordonnateur du Midi des Nations. Il organise la venue à l’UQÀM de leaders autochtones, en collaboration avec la Chaire de recherches en études québécoise et canadiennes et Recherches amérindiennes au Québec.

- Membre du comité d’organisation de la journée de réflexion sur les Nouvelles ententes avec les Autochtones organisée par Recherches amérindiennes au Québec. Ce colloque a réuni à Québec plus de 200 personnes le 20 mars 2003.

- Membre du comité d'organisation du colloque Construire une nouvelle relation de l'Institut d'études canadiennes de l’Université McGill. Le colloque faisait le point sur les recommandations du rapport de la Commission royale sur les peuples autochtones et s’est tenu à l’Université McGill du 31 janvier au 2 février 1997. Le colloque a réuni plus de 500 personnes.

- Président du comité organisateur du colloque Québécois et Autochtones : la rencontre des nationalismes qui s’est tenu les 27 et 28 avril 1995 au Collège du Vieux Montréal, dans le cadre du vingt-cinquième anniversaire de la revue Recherches amérindiennes au Québec. La Ligue des droits et libertés du Québec et la Commission des droits de la personne du Québec ont collaboré à l’organisation de ce colloque.

## Publications
- 2009 : Ghislain Picard Entretiens, Coll. Trajectoires, Boréal, 2009, 196 p.
- 1995 (Sous la direction) : Autochtones et Québécois : La rencontre des nationalismes, Recherches amérindiennes au Québec, 228 p.

## Articles, textes et entrevues
- 1979 : Comparaison entre la Convention de la Baie James et le Traité de la Baie James. Recherches amérindiennes au Québec, 9(3) : 237-254.

- 1982 : Les Cris et les structures administratives de la Convention de la Baie James. Recherches amérindiennes au Québec,12 (3) : 23-33 et 13(1) : 61-66 et 13(2) : 23.

- 1985 : Feux de forêts et chasse abusive : le rôle imputé aux Autochtones dans le déclin du caribou au Nouveau-Québec vers 1880-1920. Recherches amérindiennes au Québec, 15(3) : 21-38.

- 1986 : Les Indiens ont-ils peur des Iroquois ? Réflexion sur la xénophobie chez les Algonquiens. Recherches amérindiennes au Québec,16(4) : 91-96.

- 1991 : Les Mohawks ont-ils découvert Jacques Cartier ? Recherches amérindiennes au Québec, 19 (1-2) : 53-58.

- 1991 : Le contexte amérindien de la crise d’Oka. Recherches amérindiennes au Québec, 19 (1-2) : 3-6.

- 1992 : Il faut garantir aux Autochtones un cadre de discussion acceptable. La Presse, 1er avril 1992, B-3.

- 1992 : Autochtones et traitement médiatique lors de la campagne référendaire. La Presse, 11 déc., page B-3.

- 1992 : On découvre toujours l’Amérique, L’arrivée des Européens selon des récits cris de Whapmagoostui. Recherches amérindiennes au Québec, 22 (2-3) : 63-72.

- 1994 : Recommandations faites à l’enquête du coroner sur les causes et circonstances de la mort du caporal Marcel Lemay, 30 nov. 1994. (De larges extraits ont été publiés dans La Presse du 9 déc. 1994)

- 1999 : D’une obligation à l’autre. L’indépendance du Québec et le droit des peuples autochtones. Recherches amérindiennes au Québec, 28 (3) : 125-127

- 1999 : « L’anthropologie politique », in André Tessier (dir.), Les peuples du monde : 153-178. Beauchemin.

- 2000 : Histoire, neutralité et Autochtones : une longue histoire, Revue d’histoire de l’Amérique française, vol.53, no. 4, 2000.

- 2001 : Le premier Sommet des Amériques, Québec-Science, vol. 39, no.10, p.36-39.

- 2001 : « De la négation de l’Autre dans les discours nationalistes des Québécois et des Autochtones », in Michel Sara-Bournet (dir.) Les nationalismes au Québec, Les Presses de l’Université Laval, 2001, p. 202-230.

- 2001 : Perception négative des droits ancestraux, Le Devoir, 24 juin 2001, p. A-11.

- 2001 : John Ciaccia et les factions iroquoises : De la Grande Paix de 1701 à la Grande Guerre de Montréal de 1990, Recherches amérindiennes au Québec, vol.X, XXIno.2, p.98-103.

- 2001 : Le Québec et les peuples autochtones, Québec 2002, Fides, p. 532-538.

- 2004 : Médias et Autochtones, Pour une information équilibrée et dépourvue de préjugés, Bulletin d’histoire politique, Vol. 12, no. 3, p.145-167.

- 2005 : Innus contre Canada, Québec et Kruger[Lequel ?], Recherches amérindiennes au Québec, vol. XXXV, no. 2, p. 91-94

- 2005 : Autochtones au Canada : combien sont-ils ?, Recherches amérindiennes au Québec, vol. XXXV, no. 3, p. 107 à 110.

- 2007 : Jusqu’à quatre-vingts nations autochtones au Canada, Recherches amérindiennes au Québec, vol. XXXVII, no. 1, p. 77-84.

- 2009 : La crise d’Oka de 1990 : retour sur les événements du 11 juillet, Recherches amérindiennes au Québec, Vol. XXXIX, no. 1-2, p. 129-135.

- 2009 : Seigneurie du Lac-des-Deux-Montagnes : où en sont rendues les négociations ? Recherches amérindiennes au Québec, Vol. XXXIX, no. 1-2, p. 115-117.

- 2010 : Lorsque Rémi Savard rédigeait un « livre blanc ». Recherches amérindiennes au Québec, Vol. XL, no. 1-2, p. 29-35.

- 2011 : Des autochtones et un Plan Nord. Recherches amérindiennes au Québec, Vol. XL1, no. 1, p.99-101.

- 2013 : Réconciliation et Autochtones : avec quelle vérité, État du Québec 2013-2014, Boréal, p. 178-184.

- 2013 : Compte rendu de Les Autochtones ne sont pas des pandas, de Réjean Morissette (Hurtubise, Coll, « Cahiers du Québec – Cultures amérindiennes », 2012). Bulletin d’histoire politique, vol. 22, n° 1, 2013, p. 269-272.

- 2014 : Entrevue avec Constant Awashish, Grand Chef du Conseil de la nation atikamekw, Recherches amérindiennes au Québec, Vol. XLIV, no. 1, p.119-121.

- 2015 : Du colonialisme à la décolonisation, Ligue des droits et libertés, Volume 34, numéro 2, automne 2015, p.11-15.

- 2017 : Souveraineté du Québec et Autochtone, Nouveaux Cahiers du socialisme, 2017.

- 2017 : Sur la barricade à Oka/Kanehsatake, Entrevue avec Clifton Nicolas, Nouveaux Cahiers du socialisme, 18 : 90-97.

- 2017 : Regard sur l’histoire des Autochtones, Nouveaux Cahiers du socialisme, 2017.

- 2017 : Sécurité culturelle et réunification des nations autochtones au Canada, Actes du colloque: Dimensions de la sécurité culturelle des minorités ethniques et linguistiques/

Dimensionen kultureller Sicherheit bei ethnischen und sprachlichen Minderheiten, Colloque internationalSerbski Institut/Sorbisches Institut Budyšin/Bautzen (Saxe), Allemagne, Letopis 64, 2 dwojny zesiwk, 67-68.
- 2020 : Participation à une table-ronde sur la liberté d'expression dans la série Repenser le monde, diffusée sur les ondes de Savoir média[1].

- 2021 : The reunification of Canada’s Indigenous Nations: Political Power and Cultural Identity, in Charbonneau, Jean-Rémi, Fabians Jacobs et Ines Keller (Eds.), Dimensions of Cultural Security for National and Linguistic Minorities, Cool. Diversitas, Peter Lang, p. 283-313.

- 2021 : RAQ et la crise d’Oka/Kanesatake. Des textes et un ‘terrain un peu spécial’. Recherches amérindiennes au Québec, Vol. L, NO 3, 2020-2021, p. 131-137.

- 2021 : Les ‘Mohawks’: un numéro de Recherches amérindiennes au Québec un peu spécial…, Recherches amérindiennes au Québec, Vol. L, NO 3, 2020-2021, p. 211-217.

## Polémique avec Robin Philpot
Dans le cadre de son enseignement au cégep du Vieux Montréal, il s’est intéressé à la question du génocide des Tutsi au Rwanda parce qu'il a enseigné à des rescapés de ce génocide. En 2004, il a critiqué l’ouvrage Ça ne s'est pas passé comme ça à Kigali (Montréal, Les Intouchables, 2003) du journaliste et essayiste Robin Philpot. Il accuse l'auteur d'être négationniste du génocide qui a exterminé entre 75 % et 90 % de la minorité tutsie du Rwanda. Pierre Trudel a relevé les propos de cet auteur selon lesquels les viols systématiques des rwandaises consistaient en des récits louches et inventées par des femmes tutsies sous la menace du gouvernement actuel, ou encore le  fruit de l'imaginaire des Blancs qui veulent discréditer les Noirs. D'autres propos de Robin Philpot ont banalisé à l'extrême la réalité du génocide rwandais en affirmant que les tueries étaient « parfois à caractère ethnique ».
Pierre Trudel défend la thèse officielle reconnue par le Tribunal pénal international pour le Rwanda et la plupart des organismes internationaux, qui a établi l'existence d'un génocide contre les Tutsis au cours d'une guerre qui a tué également de nombreux Hutus. Ceux-ci représentent la grande majorité de la population rwandaise. Robin Philpot défend le régime du gouvernement Habyarimana, il a dédié son livre à ce président mort dans l'attentat terroriste qui a provoqué la reprise de la guerre civile pendant laquelle s'est produit le génocide. Il accuse le Front patriotique rwandais (FPR) [réf. nécessaire] au pouvoir au Rwanda d'être responsable de cette guerre, ainsi que de « tueries» au même titre que celles perpétrées par les milices hutues ». Selon lui, le génocide serait le résultat d'une réaction spontanée et incontrôlée de la population contre les actions du FPR. Son objectif est de « combattre des idées reçues insidieuses fondées sur des préjugés et des stratégies politiques cachées » (p. 19).
Lors de la campagne électorale québécoise de 2007 - à laquelle participait Robin Philpot sous la bannière du Parti québécois -  Trudel a publié des lettres ouvertes dans Le Devoir et La Presse afin de réitérer sa critique et de demander au chef du parti, André Boisclair, de se prononcer clairement sur cette question. Il souhaite fermement que M. Boiclair n'endosse pas les propos de son candidat. Roméo Dallaire devait également aller dans le même sens dans un discours sur les ondes de Radio Canada du 12 mars 2007, ainsi que dans une lettre publiée  dans La Presse le même jour.
Le 11 mars, le Congrès rwandais du Canada dénonce l’exploitation partisane du génocide rwandais au cours d'élection au Québec. Dans un communiqué signé par Pierre-Claver Nkinamubanzi, l'organisme affirme : « dans son livre Ça ne s’est pas passé comme ça à Kigali, Robin Philpot s’insurge justement contre l’utilisation abusive du génocide. L’exploitation du génocide rwandais dans la campagne québécoise, à des fins politiciennes, en est un exemple épatant. » De son côté, Callixte Kabayiza, président de Page-Rwanda, organisation qui représente les rescapés du génocide, ainsi que des femmes qui ont fait l'objet de viol systématique, ont dénoncé les propos de Robin Philpot. Le président de Page-Rwanda a demandé au chef du Parti québécois qu'il retire sa candidature. Il se dit scandalisé par des propos selon lesquels il y aurait eu utilisation abusive du terme génocide pour décrire ce qui s'est produit au Rwanda en 1994.